# Georges Ravignia
Georges Ravignia (21 maggio 1977) è un ex calciatore seychellese, di ruolo centrocampista.